# Czeszme Rana
Czeszme Rana – miejscowość w Iranie, w ostanie Fars. W 2006 roku miejscowość liczyła 2186 mieszkańców w 436 rodzinach.